# 팬암 항공 103편 폭파 사건
팬암 항공 103편 폭파 사건은 1988년 12월 서독 프랑크푸르트암마인 공항을 이륙해 런던 히스로 공항과 존 F. 케네디 국제공항을 경유하여 디트로이트 메트로 공항에 착륙할 예정이었던 항공편이 12월 21일 수요일 스코틀랜드 로커비 상공에서 폭발한 사고이다. 이로 인해 탑승자 259명 전원과 땅에 있던 스코틀랜드 주민 11명을 포함 270명이 사망했다. 로커비 테러(Lockerbie bombing)라고도 부른다.
폭파사건은 약 1파운드(450그램)의 플라스틱 폭발물이 항공기의 앞부분 수하물 보관장소에서 폭파되었고, 이에 따라 항공기가 급속히 파괴됐다고 결론이 지어졌다. 100노트 (시속 190km/h)의 바람은 희생자들과 파편들을 21,289km2(845 평방마일)의 지역에 걸쳐 130km(80마일)의 길이로 흩어져버렸다.
용의자들은 체포 후 무기징역이 선고되었으나 8년 후 석방됐다. 2011년 2월 22일 무스타파 압둘 잘릴의 스웨덴 Expressen지 인터뷰에 따르면 무아마르 알 카다피의 지시로 이루어진 사건이라고 한다.

## 탑승자 명단
탑승자 명단의 국적은 아래와 같다.
- 남아프리카 공화국: 1명
- 독일: 승객 3명, 승무원 1명
- 미국: 승객 169명, 승무원 11명
- 벨기에: 1명
- 볼리비아: 1명
- 아르헨티나: 3명
- 스웨덴: 승객 2명, 승무원 1명
- 스위스: 1명
- 스페인: 승무원 1명
- 아일랜드: 3명
- 영국: 승객 40명, 승무원 1명 (로커비 마을 거주 주민 11명 제외)
- 이스라엘: 1명
- 이탈리아: 2명
- 인도: 3명
- 일본: 1명
- 자메이카: 1명
- 캐나다: 1명
- 트리니다드 토바고: 1명
- 프랑스: 승객 2명, 승무원 1명
- 필리핀: 1명
- 헝가리: 4명
  - 합계: 승객 243명, 승무원 16명 (총 259명)

## 같이 보기
- 에어 인디아 182편 폭파 사건
- 필리핀 항공 434편
- 이타비아 항공 870편 추락 사고
- 메트로젯 9268편 추락 사고